# Suction Piston System
Het Suction Piston System (SPS) is een systeem van Yamaha-motorfietsen. Het werd toegepast op de Yamaha YZF-modellen. Bij SPS wordt een tweede gasklep in de carburateur geopend door de onderdruk in het inlaatsysteem in plaats van door een commando van een druksensor.